# باوتيستا سافيدرا
باوتيستا سافيدرا (بالإسبانية: Bautista Saavedra Mallea) (و. 1870 – 1939 م) هو سياسي، ومحام من بوليفيا ولد في لاباز.
تولى منصب رئيس بوليفيا .

## روابط خارجية
- باوتيستا سافيدرا على موقع الموسوعة البريطانية (الإنجليزية)